# Eupithecia rubellicincta
Eupithecia rubellicincta là một loài bướm đêm trong họ Geometridae.